# Miss Vickie's
Miss Vickie's est une marque de chips produite par Frito-Lay aux États-Unis et au Canada. Elles sont cuites à la marmite et viennent dans une gamme de variétés et saveurs. Elles sont vendues au Canada, aux États-Unis et en Europe. La recette originale a été créée par la mère de la fondatrice de la marque, Vickie Kerr, mais a été modifiée entre-temps en ajoutant de l'huile d'arachide aux chips.

## Histoire

Ancien logo de Miss Vickie's.

La recette originale est introduite par Vickie et Bill Kerr, passée par la mère de Vickie à sa fille sur leur ferme de New Lowell, en Ontario. Elles font leurs débuts au Festival de la patate d'Alliston, et ont rapidement été vendues sur place. Dans les années qui suivent, les chips sont produites dans une usine à Pointe-Claire, sur l'Île de Montréal, au Québec, et ont été diffusées à travers le pays, devenant détenteur de 1 % des marchés nationaux de chips.
Le 1er février 1993, Miss Vickie's est achetée par Hostess (en), achetée en 1996 par PepsiCo.